# Ken Krolicki
Ken Krolicki (ur. 15 marca 1996) – japońsko-amerykański piłkarz grający obecnie w amerykańskim klubie Portland Timbers 2.

## Kariera

### Amatorska
Krolicki grał w college'u na Michigan State University, głównie na pozycji pomocnika. Rozegrał 81 meczów, gdzie zdobył 7 goli i 14 asyst.

### Profesjonalna
21 stycznia 2018 Montreal Impact wybrał Krolickiego na 53. ogólnej selekcji 2018 MLS SuperDraft. 28 lutego 2018 podpisał umowę z klubem.
Zadebiutował 4 marca 2018 w meczu przeciwko Vancouver Whitecaps FC, który zakończył się porażką.
15 stycznia 2020 przeniósł się do Portland Timbers 2.

## Życie prywatne
Urodził się w Tokio. Jego ojciec ma amerykańsko-polskie pochodzenie, natomiast matka pochodzi z Japonii. Ma dwóch braci i siostrę. Ukończył nauki inżynierskie na Uniwersytecie w Michigan.